# Richard Hayward

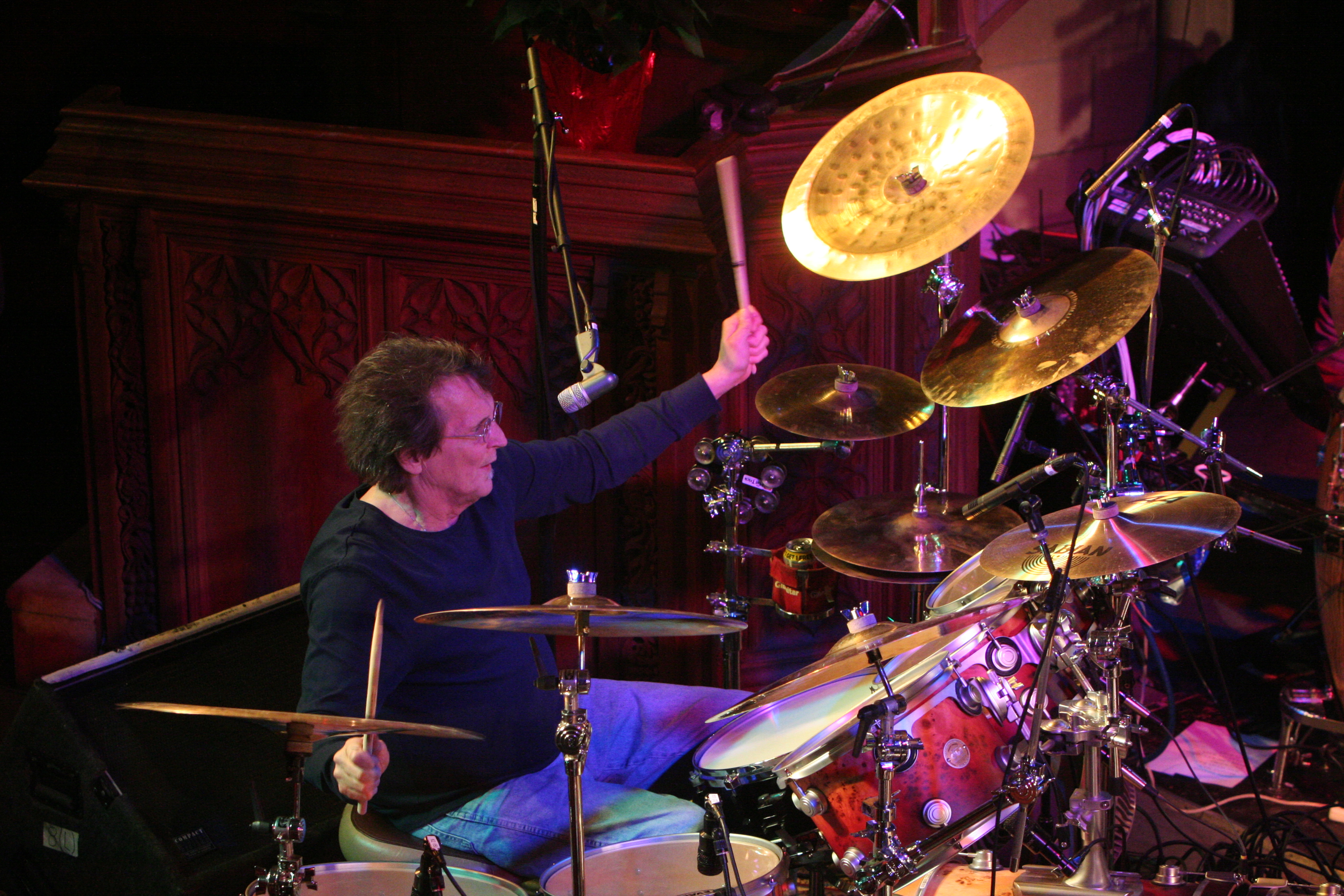
Richard Hayward (Dezember 2008)

Richard „Richie“ Hayward (* 6. Februar 1946 in Ames, Iowa; † 12. August 2010) war ein US-amerikanischer Rock-Schlagzeuger, der vor allem als Langzeitmitglied der Rockband Little Feat bekannt wurde.

## Leben und Wirken
Haywards Musikkarriere begann 1967 bei der Gruppe 'The Factory' (mit Lowell George), es folgte 1968 die Fraternity of Man, mit der er zwei Alben aufnahm. 1969 verließ er die Band wieder, um zusammen mit Lowell George, Roy Estrada und Bill Payne Little Feat zu gründen. Hayward spielte bis zu Little Feats Auflösung 1979 auf allen Alben der Band und betätigte sich nebenbei als Studiomusiker, unter anderem für Joan Armatrading, Kim Carnes, John Cale, Ry Cooder, James Cotton, The Doobie Brothers, Peter Frampton, Arlo Guthrie, Robert Palmer, Van Dyke Parks, Carly Simon, Stephen Stills und Barbra Streisand.
Auch in den 1980er Jahren setzte er seine Arbeit als Session-Musiker fort, jetzt für Interpreten wie Nils Lofgren, Robert Plant, Tom Waits und Warren Zevon. 1988 startete Little Feat dann eine Reunion, bei der auch Hayward wieder dabei war. In den 1990ern folgten Gastauftritte auf Produktionen von Eric Clapton, Shawn Colvin, Buddy Guy, Johnny Hallyday, Howard Jones, Bob Seger und Taj Mahal. Auch im 21. Jahrhundert blieb Hayward ein gefragter Session-Drummer. Er starb im Alter von 64 Jahren an den Folgen von Leberkrebs.
Der Rolling Stone listete ihn 2016 auf Rang 56 der 100 größten Schlagzeuger aller Zeiten.